# Liste der Bodendenkmale in Jamlitz
Die Liste der Bodendenkmale in Jamlitz enthält alle Bodendenkmale der brandenburgischen Gemeinde Jamlitz und ihrer Ortsteile. Grundlage ist die Veröffentlichung der Landesdenkmalliste mit dem Stand vom 31. Dezember 2020. Die Baudenkmale sind in der Liste der Baudenkmale in Jamlitz aufgeführt.
|   | Gemarkung      | Flur | Kurzansprache                                                           | Bodendenkmalnummer | Bemerkung | Bild |
| - | -------------- | ---- | ----------------------------------------------------------------------- | ------------------ | --------- | ---- |
| 1 | Jamlitz (Lage) | 1    | Dorfkern Neuzeit, Dorfkern deutsches Mittelalter                        | 12251              |           |      |
| 2 | Jamlitz (Lage) | 1    | Konzentrationsaußenlager Neuzeit, Gefangenenlager Neuzeit               | 12281              |           |      |
| 3 | Leeskow (Lage) | 1    | Dorfkern Neuzeit, Kirche Neuzeit, Friedhof Neuzeit, Siedlung Bronzezeit | 12379              |           |      |